# Atletiek op de Paralympische Zomerspelen 2024 - Marathon mannen T12
De marathon voor mannen klasse T12 op de Paralympische Zomerspelen 2024 vond plaats op 8 september.
De start was in het park Georges Valbon te La Courneuve, een gemeente in het Franse departement Seine-Saint-Denis (regio Île-de-France). De finish lag bij het Hôtel des Invalides in het 7e arrondissement van Parijs. Deze klasse is voor slechtziende atleten die over het algemeen enig restzicht hebben, het vermogen om de vorm van een hand op een afstand van 2 meter te herkennen en bij wie het vermogen om helder waar te nemen niet meer dan 2/60 bedraagt. T12-atleten mogen samen met een gids lopen. Dit is een gecombineerde klasse met T11. De winnaar van 2020 was El Amin Chentouf uit Marokko, die in 2024 werd opgevolgd door Wajdi Boukhili uit Tunesië. Jin Hua uit China behaalde het zilver en de Japanner Tomoki Suzuki won de bronzen medaille.

## Records
Voorafgaand aan het toernooi waren dit de wereldrecords en Paralympische records.
| Wereldrecord        | T11 | Japan Shinya Wada        | 2:23:27 | Ōita   | 4 februari 2024  |
| Paralympisch record | T11 | Japan Shinya Wada        | 2:33:05 | Tokio  | 5 september 2021 |
|                     |     |                          |         |        |                  |
| Wereldrecord        | T12 | Australië Jaryd Clifford | 2:19:08 | Sydney | 25 april 2021    |
| Paralympisch record | T12 | Marokko El Amin Chentouf | 2:21:43 | Tokio  | 5 september 2021 |

## Uitslag
| Rang   | Kl. | Naam                                                                | Naam | Tijd    | Bijz.        |
| ------ | --- | ------------------------------------------------------------------- | ---- | ------- | ------------ |
| Goud   | T12 | Wajdi Boukhili                                                      | TUN  | 2:22:05 | SB           |
| Zilver | T12 | Alberto Suarez Laso                                                 | ESP  | 2:24:02 | SB           |
| Brons  | T12 | El Amin Chentouf                                                    | MAR  | 2:24:02 | SB           |
| 4      | T12 | Denis Gavrilov                                                      | NPA  | 2:25:22 |              |
| 5      | T12 | Hatem Nasrallah                                                     | TUN  | 2:27:58 | SB           |
| 6      | T12 | Sixto Roman Moreta Criollo                                          | ECU  | 2:27:59 | SB           |
| 7      | T12 | Tadashi Horikoshi                                                   | JPN  | 2:28:03 |              |
| 8      | T12 | Gustavo Nieves                                                      | ESP  | 2:29:26 | SB           |
| 9      | T11 | Shinya Wada                                                         | JPN  | 2:29:59 | PR, R49.8(h) |
| 10     | T12 | Yutaka Kumagai                                                      | JPN  | 2:32:26 |              |
| 11     | T12 | Martin Clobert Nathan de Bilderling (gids) Sebastien Thirion (gids) | BEL  | 2:38:34 | SB           |
| —      | T11 | Rosbil Guillen                                                      | PER  | DSQ     | R49.6(b)     |